# Метод Самокиша
Метод Самокиша (формула Стенжера) — метод численного интегрирования интегралов с особенностями.
Рассмотрим определённый интеграл с особенностями на концах промежутка {\displaystyle [-1,1]}
Пусть требуется вычислить {\displaystyle I=\int \limits _{-1}^{1}f(x)\,dx} — оба конца особые. Метод заключается в отбрасывании концов на бесконечность, заменой переменных:
{\displaystyle x=\operatorname {th} \left({\frac {t}{2}}\right)={\frac {e^{\frac {t}{2}}-e^{-{\frac {t}{2}}}}{e^{\frac {t}{2}}+e^{-{\frac {t}{2}}}}}={\frac {e^{t}-1}{e^{t}+1}}}
{\displaystyle dx={\frac {1}{2}}{\frac {1}{\operatorname {ch} ^{2}\left({\frac {t}{2}}\right)}}dt={\frac {2e^{t}}{(e^{t}+1)^{2}}}dt}, тогда интеграл принимает следующий вид:
{\displaystyle I=\int \limits _{-1}^{1}f(x)\,dx=2\int \limits _{-\infty }^{\infty }f\left({\frac {e^{t}-1}{e^{t}+1}}\right){\frac {e^{t}}{(e^{t}+1)^{2}}}\,dt=2h\sum \limits _{n=-\infty }^{\infty }f\left({\frac {e^{nh}-1}{e^{nh}+1}}\right){\frac {e^{nh}}{(e^{nh}+1)^{2}}}}
Интеграл берется по формуле трапеций.
Пусть {\displaystyle q=e^{h}},где {\displaystyle h={\frac {b-a}{m}}}, m — количество промежутков деления, тогда :
{\displaystyle I=\int \limits _{-1}^{1}f(x)\,dx=2h\sum \limits _{n=-\infty }^{\infty }f\left({\frac {q^{n}-1}{q^{n}+1}}\right){\frac {q^{n}}{(q^{n}+1)^{2}}}}
Суммирование заканчивается, когда остаток ряда меньше заданного {\displaystyle \varepsilon }, которое по Самокишу равно {\displaystyle e^{\pi q}}.